# Kelemen (Chorwacja)
Kelemen – wieś w Chorwacji, w żupanii varażdińskiej, w gminie Jalžabet. W 2011 roku liczyła 584 mieszkańców.